# Cerro Chirripó
Cerro Chirripó er med dets 3830 meter Costa Ricas højeste bjerg. I klart vejr kan man fra toppen se både Stillehavet og Atlanterhavet.